# 다이고촌 (아키타현)
다이고촌(醍醐村)은 아키타현 히라카군에 설치되었던 촌이다. 현재는 요코테시 오이자 히라카마치다이고의 주소지로 되어있다.